# Tino
Tino egy Olaszországhoz tartozó sziget a Ligur-tengerben, a La Spezia-öböl nyugati részéhez közel. A sziget egy hármas szigetcsoport egyik tagja, amely Porto Venerétől délre emelkedik ki a tengerből. A három sziget közül legnagyobb Palmaria Tinótól északra, az apró Tinetto pedig délre helyezkedik el.

## Története
A La Spezia-öböl védőszentje Szent Venerius (olaszul: San Venerio) remeteként élt Tino szigetén haláláig, 630-ig. Minden évben megemlékeznek a szentről, szeptember 13-án. A megemlékezés a 11. században épített kolostorban folyik, melyet a szent tiszteletére emeltek. A kolostor a sziget északi partján áll.
A 19. században a szigeten világítótornyot is emeltek, napjainkban a sziget egy részén katonai bázis működik.
1997-ben a szigetet Porto Venerével és Cinque Terrével együtt az UNESCO a világörökség részének nyilvánította. A bizottság indoklása szerint a kelet-liguri riviéra, Cinque Terre és Porto Venere között egy kiemelkedő értékű kulturális helyszín, egy rendkívül festői táj, amely az ember és természet harmonikus kölcsönhatásának révén jött létre és amely évezredek óta jól szemlélteti az a hagyományos életformát, ami napjainkban is meghatározza az itt élő közösségek társadalmi és gazdasági életét.

## Fordítás
Ez a szócikk részben vagy egészben  a   Tino (island) című angol Wikipédia-szócikk ezen változatának fordításán alapul.  Az eredeti cikk szerkesztőit annak laptörténete sorolja fel. Ez a jelzés csupán a megfogalmazás eredetét és a szerzői jogokat jelzi, nem szolgál a cikkben szereplő információk forrásmegjelöléseként.